# Erythrus apicalis
Erythrus apicalis là một loài bọ cánh cứng trong họ Cerambycidae.